# Paul Montel
Paul Antoine Aristide Montel (Nice, 29 de abril de 1876 — Paris, 22 de janeiro de 1975) foi um matemático francês.
Trabalhou principalmente com funções holomorfas em análise complexa.
Montel foi aluno de Henri Lebesgue e Émile Borel na Sorbonne. Henri Cartan, Jean Dieudonné e Miron Nicolescu foram alguns de seus alunos.